# Ramularia sabaudica
Ramularia sabaudica är en svampart som beskrevs av F. Mangenot 1958. Ramularia sabaudica ingår i släktet Ramularia och familjen Mycosphaerellaceae.   Inga underarter finns listade i Catalogue of Life.